# Dalea obovatifolia
Dalea obovatifolia är en ärtväxtart som beskrevs av Casimiro Gómez de Ortega. Dalea obovatifolia ingår i släktet Dalea, och familjen ärtväxter. IUCN kategoriserar arten globalt som livskraftig.

## Underarter
Arten delas in i följande underarter:
- D. o. obovatifolia
- D. o. uncifera